# NGC 3151
NGC 3151 é uma galáxia lenticular (S0) localizada na direcção da constelação de Leo Minor. Possui uma declinação de +38° 37' 13" e uma ascensão recta de 10 horas, 13 minutos e 29,0 segundos.
A galáxia NGC 3151 foi descoberta em 1 de Fevereiro de 1886 por Guillaume Bigourdan.